# 格朗库尔 (滨海塞纳省)
格朗库尔（法語：Grandcourt，法語發音：[ɡʁɑ̃kuʁ]）是法国滨海塞纳省的一个市镇，属于迪耶普区。

## 地理
格朗库尔（49°54'51"N, 1°29'29"E）面积22.44 平方千米，位于法国诺曼底大区滨海塞纳省，该省份为法国北部沿海省份，其西部及北部濒大西洋英吉利海峡，东起顺时针与索姆省、瓦兹省、厄尔省和卡爾瓦多斯省接壤。
与格朗库尔接壤的市镇（或旧市镇、城区）包括：当库尔、盖维尔、梅勒维尔、普勒斯维尔、皮桑瓦勒。

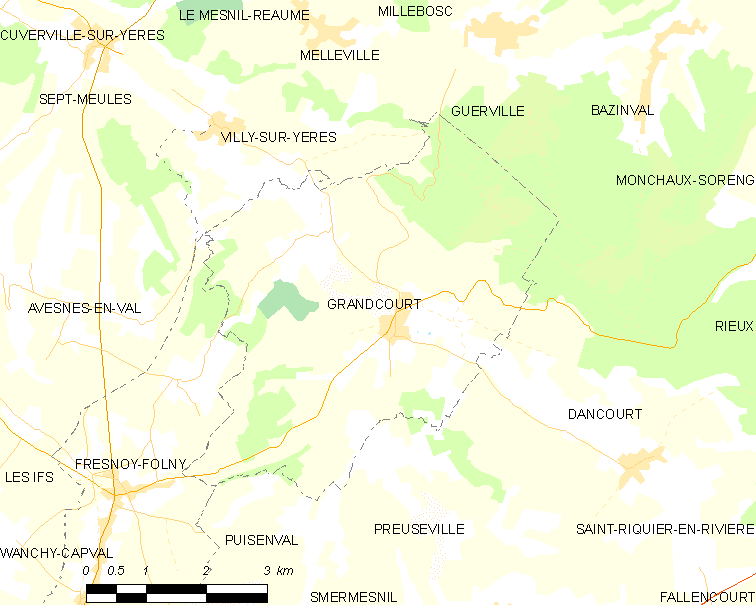
的OSM定位图

格朗库尔的时区为UTC+01:00、UTC+02:00（夏令时）。

## 行政
格朗库尔的邮政编码为76660，INSEE市镇编码为76320。

## 政治
格朗库尔所属的省级选区为布赖地区讷沙泰勒县。

## 人口

1962-2008年间人口变化图示

格朗库尔于2022年1月1日时的人口数量为295人。